# Stefano Palmieri (golfista)
Stefano Palmieri (Piombino, 6 maggio 1972) è un golfista italiano.
Palmieri è il primo ed unico vincitore del Japan Open Blind che ha iniziato a giocare a golf da non vedente, dopo che un incidente d'auto (12 Agosto 2002) gli tolse completamente la vista. Ha iniziato a giocare a golf per la prima volta a 40 anni presso il Golf Club Toscana "Il Pelagone". Nel 2013 incontra il maestro di golf Simone Micciarelli con il quale sviluppa una tecnica personalizzata di allenamento che porterà Palmieri a grandi successi.
Il 21 Settembre 2017 viene insignito del "Italian Values Award" presso il Campidoglio (Roma) per la sua determinazione, resilienza, ambizione e sfida.

## Palmarès

### Italian Blind Open
- 1º Classificato  (Barlassina 2015):

### Japan Open Blind Handa
- 1º Classificato Cat. B1  (Shinrinkōen 2016):

### Mondiali
- 5º Classificato Cat. B1  (Japan 2016):

### British Open Blind
- 1º Classificato Cat. B1  (Greenore Golf Club Ireland 2017):

### Irish Open Blind
- 2 classificsto(Carrickmacross Ireland 2017)

### World Blind Golf Championship
- 5º Classificato  (Roma 2018):